# Pomezí nad Ohří
Pomezí nad Ohří é uma comuna checa localizada na região de Karlovy Vary, distrito de Cheb‎.